# Бейбис
Бейбис (на английски: The Babys) е британска рок група, най-добре позната с песните Isn't It Time и Every Time I Think of You. Композитори и на двете песни са Джак Конрад и Рей Кенеди, и всяка от тях достига номер 13 в Хот 100 на американския Билборд и номер 8 в класацията на Кешбокс в края на 70-те. Съставът от 1976-1978 е следният: кийбордистът и китарист Майкъл Корби, вокалистът и бас китарист Джон Уейт, барабанистът Тони Брок и китаристът Уоли Стокър.
През август 1978 г. е потърсен човек, който да замени Майкъл Корби, и към Бейбис се присъединяват два нови музиканта: Джонатан Кейн (кийборд) и Рики Филипс (бас китарист). От 1979 до разпадането си през 1981 г. Бейбис се състоят от вокала Уейт, барабаниста Брок, бас китариста Филипс, и кийбордиста Кейн.
Джон Уейт продуцира големия солов хит Missing You през 1984 г. Стокър и Брок се захващат за работа с Род Стюарт и други мейнстрийм творци, включително Елтън Джон и Еър Съплай. Кейн отива в Джърни. Уейт, Кейн и Филипс се включват в Бад Инглиш в края на 80-те. Филипс понастоящем е член на Стикс.
През 2013 г. е обявено, че Брок и Стокър ще възродят състава, заедно с вокалиста и бас китариста Джон Бисаха и китариста Джоуи Сайкс.